# コニーアイランド車両基地

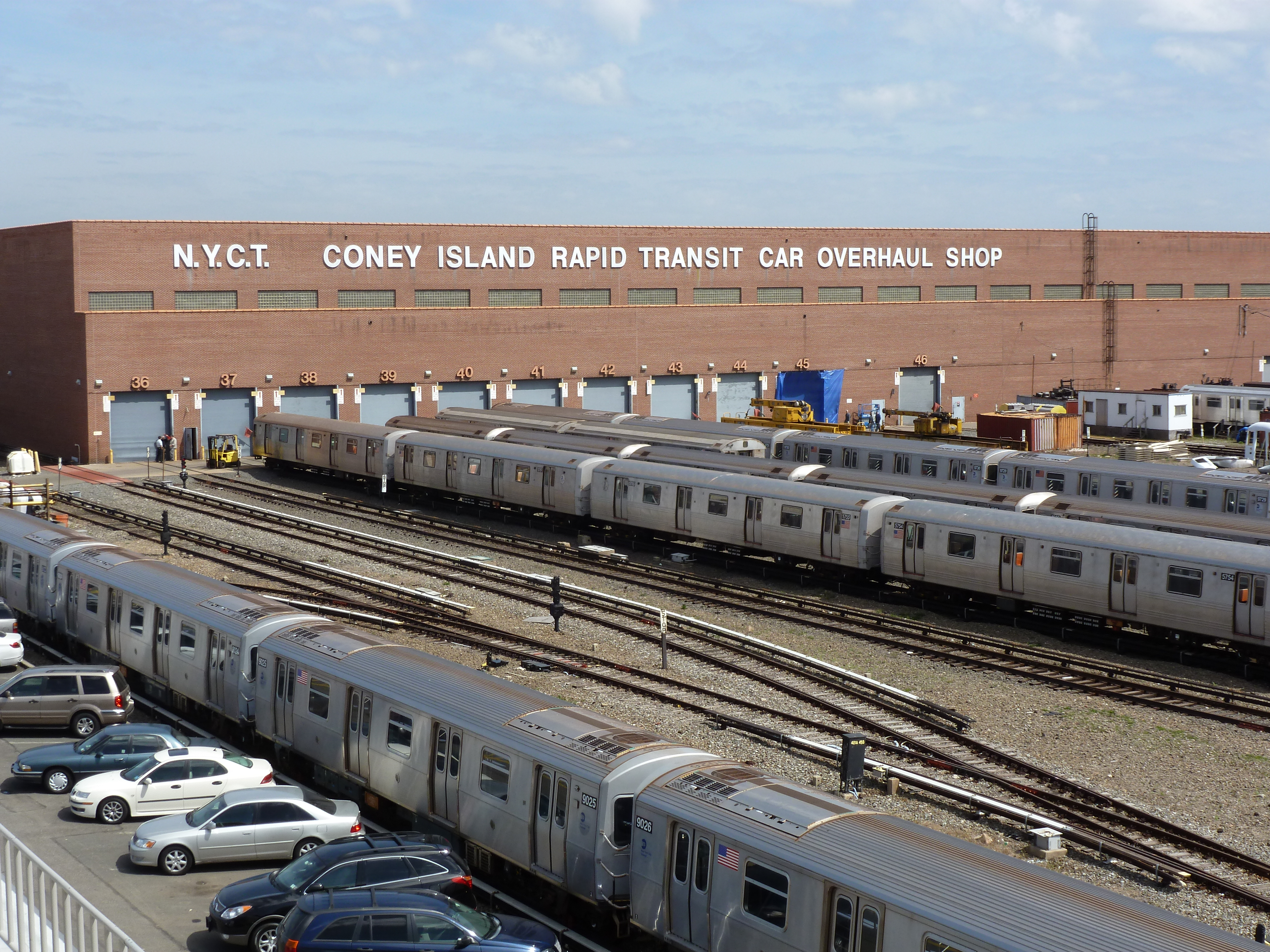
コニーアイランド車両基地

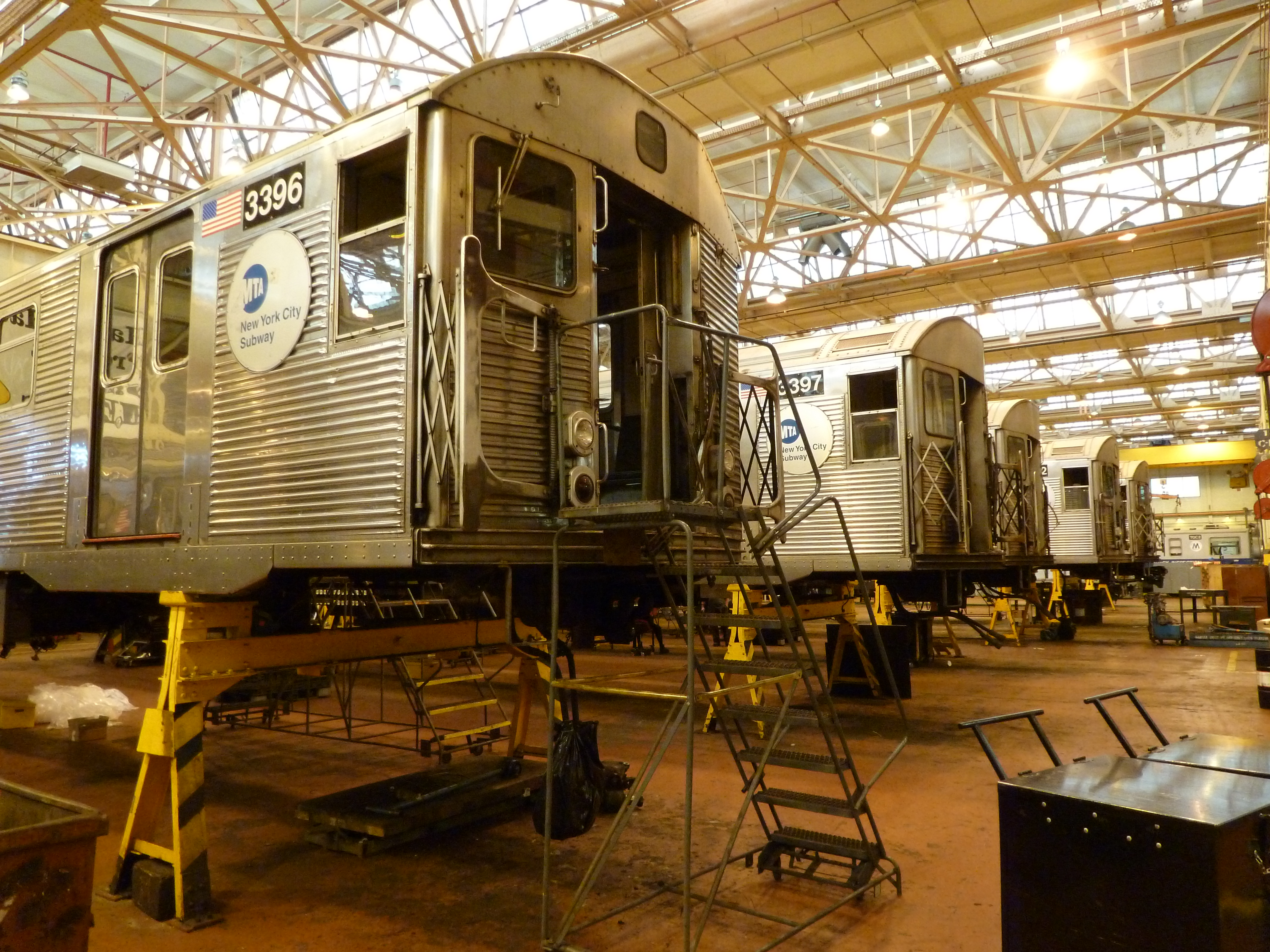
車両工場内の様子

コニーアイランド車両基地（コニーアイランドしゃりょうきち、英: Coney Island Complex）は、ニューヨーク市のブルックリン地区コニーアイランドにあるニューヨーク市地下鉄（以下：MTA）が運営・管理する総合車両基地である。ここでは、MTA全路線全車両の管理及び検修などを行う車両工場も併設されている。本稿では、その車両工場オーバーホールショップについてもここで記する。

## 概要
1926年、もともとは湿地帯予定地だった土地をニューヨーク市交通局が買い取ったことから始まる。車両数の増加によりこれまで既存の基地が手狭になったため、広大なコニーアイランドを選んだという。土地の規模としては世界最大である。なお、車両基地周辺には人通りが少ないので外国人による単独行動はあまりお勧めできない。新車受け取りなどは当基地と207丁目車両基地などで行う。また、車体修繕工事は隣接するオーバーホールショップで行う。MTAの路線で、B、G、N、Q、W系統の車両がコニーアイランド車両基地で整備されている。

### オーバーホールショップ
前記の通り、MTAの全路線全形式（A．Bビジョン）を受け持つ車両工場である。ここでは、営業車両の他に保線車などの検査修理も行っている。過去には、落書きの酷かったレッドバードの修繕やR44・R46型のリフレッシュ工事なども請け負った。

## 配置車両
- R68/A
- R160

## リンク
- コニーアイランドコンプレックス （英語）

座標: 北緯40度35分10秒 西経73度58分40秒 / 北緯40.58611度 西経73.97778度